# Caleta Valenzuela (Danco-Küste)
Die Caleta Valenzuela (in Argentinien Caleta Hernán) ist eine Bucht an der Danco-Küste des Grahamlands auf der Antarktischen Halbinsel. Sie liegt südöstlich des Waterboat Point bzw. im Norden der Skontorp Cove.
Chilenische Wissenschaftler benannten sie nach Korvettenkapitän Germán Valenzuela Labra, Schiffsführer der Leucotón bei der 9. Chilenischen Antarktisexpedition (1954–1955). Der Namensgeber der argentinischen Benennung ist nicht überliefert.